# Max Revel
Pour les articles homonymes, voir Revel.
Max Revel (né Victor-Maxime Revelière à Paris le 3 janvier 1813, où il est mort le 14 janvier 1860) est un écrivain et dramaturge français. Il fut également directeur du Théâtre historique.
Il a également signé quelques vaudevilles sous le pseudonyme « Victor Doucet », et d’autres ouvrages sous le pseudonyme « Max de Revel ».  Toutefois, il a signé presque tous ses articles et brochures sous son premier pseudonyme.

## Ouvrages
- Les petits mystères du jardin Mabille, par MM. Max Revel [Revelière] et J. [Jautard] Numa, 1844.
- Léonce, ou Propos de jeune homme : comédie-vaudeville en 3 actes, par MM. Bayard et Victor Doucet, 1838.
- Eugène Pierron, par Max de Revel
- Le Chevalier Kerkaradeck, comédie-vaudeville en 1 acte, par MM. Roche et Max de Revel... [Paris, Palais-Royal, 5 août 1840.]
- Fechter (vaudeville), par Max de Revel
- Laurentine, par Max de Revel
- La Terreur, histoire des tribunaux révolutionnaires, d'après des documents inédits... par MM. Max de Rével et A. de St-Cérand.
- Les théâtres de Paris-Delaunay / [Signé Max de Revel]
- Grassot embêté

## Sources
- La littérature française contemporaine / Quérard, Louandre, Bourquelot : Revellière (Victor-Maxime). - Lorenz : Revel (Max)  /  BN Cat. gén. : Revelière (Victor-Maxime), pseud. Victor Doucet et Max de Revel. - BN Cat. gén. suppl. : Revelière (Victor-Maxime), dit Max Revel  /  Abebook